# Анашкин, Александр Алексеевич
Александр Алексеевич Анашкин (10 декабря 1964, Москва — 18 августа 2023) — российский поэт.

## Биография
Александр Алексеевич Анашкин родился 10 декабря 1964 года в Москве.
В 1987 году окончил Московский горный институт (сейчас – Горный институт НИТУ «МИСиС»). Работал по специальности — инженером-разработчиком электронной техники и программного обеспечения для электроэнергетики.
Начал публиковаться в 2003 году. Публиковался в журналах «Поэзия», «Современная поэзия», «Крещатик», «Новый берег», «Знамя», «Волга», «Дети Ра», «Юность», «Плавучий мост». Первая книга стихов «Другая метрика» вышла в 2006 году в издательстве Руслана Элинина (г. Москва).
Неоднократный участник Международного Волошинского фестиваля, Цветаевского фестиваля поэзии в г. Александрове , Международного фестиваля поэзии на Байкале имени Анатолия Кобенкова, Минского фестиваля современной поэзии «Порядок слов», Украинского поэтического фестиваля «Каштановый дом», Международной фестиваля видеопоэзии «Пятая нога», Международного фестиваля актуальной поэзии «СЛОWWWО» и др. Участник проекта «Новая литературная карта России». Участник проекта «Галерея Вавилона».
Умер 18.08.2023.

## Отзывы
Поэзия Александра Анашкина — пример внимательного вчитывания в мир вокруг. Даже не мир, а миры, «сидящие на коленях», эти «осторожные книги», чей покой белых страниц, становится «великим пленом», наградой за «узловатую строку». При этом, автор (безусловно, романтик и джентльмен) ещё и естествоиспытатель-исследователь: всякое романтическое путешествие имеет дополнительной целью подтвердить существование единого мира, некий закон его движений и превращений. 
Герман Власов. Поэт. Вступительная статья к публикации в журнале «Плавучий мост».

## Награды, премии
- Шорт-лист V Международного Волошинского конкурса (2007 год)[14]
- Лауреат премии журнала «Юность» (2009 год)[15]